# Rio Situk
O rio Situk faz parte da bacia hidrográfica do Golfo do Alasca, localizado no distrito de Yakutat, no estado do Alasca, Estados Unidos.

## Etimologia
O nome indígena do rio foi registrado como R(eka) Sita ou Sitak River pelo capitão Tebenkov em 1852, da Marinha Imperial Russa. Posteriormente, foi grafado como Situk por E. J. Glave em 1890 e como See-tuck pelo tenente-comandante J. F. Moser, da Marinha dos Estados Unidos, em 1901.

## Pesca esportiva
O rio Situk é amplamente reconhecido como um destino de excelência para a prática da pesca com mosca. Pescadores de diversas regiões viajam até Yakutat especificamente para pescar no rio. Entre as espécies capturadas estão a Truta-arco-íris, o salmão-vermelho e o salmão-prateado.
O acesso ao rio pode ser feito por uma travessia superior na Dangerous River Road ou por uma segunda estrada próxima à foz. Passeios de um dia inteiro entre esses dois pontos de acesso são organizados por diversas pousadas de pesca em Yakutat.